# Marmotini
Las ardillas terrestres (Marmotini) son una tribu biológica, entre cuyos miembros se encuentran las tamias, los perritos de la pradera y las marmotas. Sus miembros tienen tamaños y hábitos variados, aunque tienen como rasgo común el poder pararse erectos sobre sus patas traseras por largos períodos. También son más sociables que otras ardillas y por ende logran vivir en grandes colonias con una estructura social compleja. El integrante más grande de la tribu es la marmota alpina, que llega a medir entre 53 y 73 centímetros y llega a pesar entre cinco y ocho kilogramos.

## Géneros
Se reconocen los siguientes géneros:
- Ammospermophilus
- Cynomys
- Marmota
- Sciurotamias
- Spermophilus
- Tamias